# Villa Quieta
La villa Quieta, dite aussi villa Viatte, est une demeure du début du XXe siècle situé à Fontainebleau, en France. Construite selon les plans de l'architecte bellifontain Jules Viatte, elle a été son lieu de vie et de travail.

## Situation et accès
L'édifice est situé au no 4 de la rue Casimir-Périer, dans le quartier des Présidents-de-la-République, dit également de Madame-Élisabeth (en référence à l'immense propriété démolie pour donner place à ce quartier), à l'ouest de la ville de Fontainebleau. Plus largement, il se trouve dans le département de Seine-et-Marne, en région Île-de-France.

## Histoire
Jules Viatte vient s'installer à Fontainebleau à la fin des années 1890, succédant au bureau de l'architecte Naudé (sis 59 rue Saint-Honoré). Il est alors chargé d'importantes constructions, à une époque où la ville connaît un nombre important de nouveaux édifices. C'est notamment d'après ses plans qu'une grande partie des villas du nouveau quartier « des Présidents-de-la-République » sur l'ancienne propriété Guérin est construite. Il transfère même son cabinet en ces lieux (au 19 rue Carnot), en automne 1900.

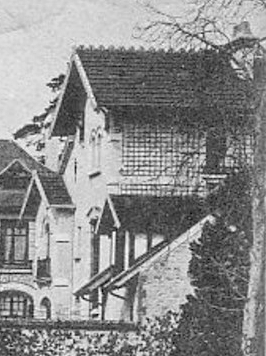
Villa vue depuis l'actuelle place Milosz, croisement des rues Carnot et Casimir-Périer, photographiée au tournant du XXe siècle.

La villa Quieta, au 4 rue Casimir-Périer à côté, est édifiée selon ses propres plans. Le 15 juillet 1905, ses bureaux sont transférés dans cette nouvelle propriété. En 1913, après avoir passé l'hiver à Paris, Jules Viatte revient s'installer dans sa villa le soir du 29 avril en se rendant compte qu'elle a été en proie à des squateurs pendant plusieurs jours, qui le cambriolent de fond en comble ; le cas est similaire pour la propriété en face, celle de Rigaud-Bonnaire et Tournayre, une intrustion découverte en début de mois et pour cette série de cambriolages dépassant cette rue, quatre personnes sont condamnées par le tribunal de Fontainebleau en hiver 1913-1914,,.
La propriété reste au sein de la famille jusqu'à sa mise en vente, début 2025, par le petit-neveu de l'architecte. Elle est alors estimée à 1,48 million d'euros, frais d'agence inclus, selon IB Immobilier, « spécialisée dans les biens remarquables » et qui fait entendre des travaux de rénovation nécessaires.

## Structure
La demeure, d'une superficie de 300 mètres carrés sur un terrain de 403 mètres carrés, s'élève sur trois niveaux et un niveau de sous-sol. Elle comprend onze pièces, dont une salle de séjour conçue par le peintre Paul Tavernier, plusieurs salles de réception, une salle à manger, cinq chambres (trois au premier étage, deux au second), trois salles de bain, un espace de bureau, un grenier ainsi que l'atelier originel de Jules Viatte avec conduit de lumière et baie vitrée. Un toit-terrasse de 40 mètres carrés est accessible par l'espace de bureau et par l'une des chambres. Dans cette villa style Art nouveau, une importante décoration peut être remarquée à travers un vitrail de l'école de Nancy, des mosaïques ainsi qu'une corniche dans la salle à manger. L'édifice, dépourvu de radiateur, est équipé d'un système de chauffage au gaz par aid chaud pulsé à travers des ouvertures au sol. Un grand séquoia est en outre planté dans la cour d'entrée,.

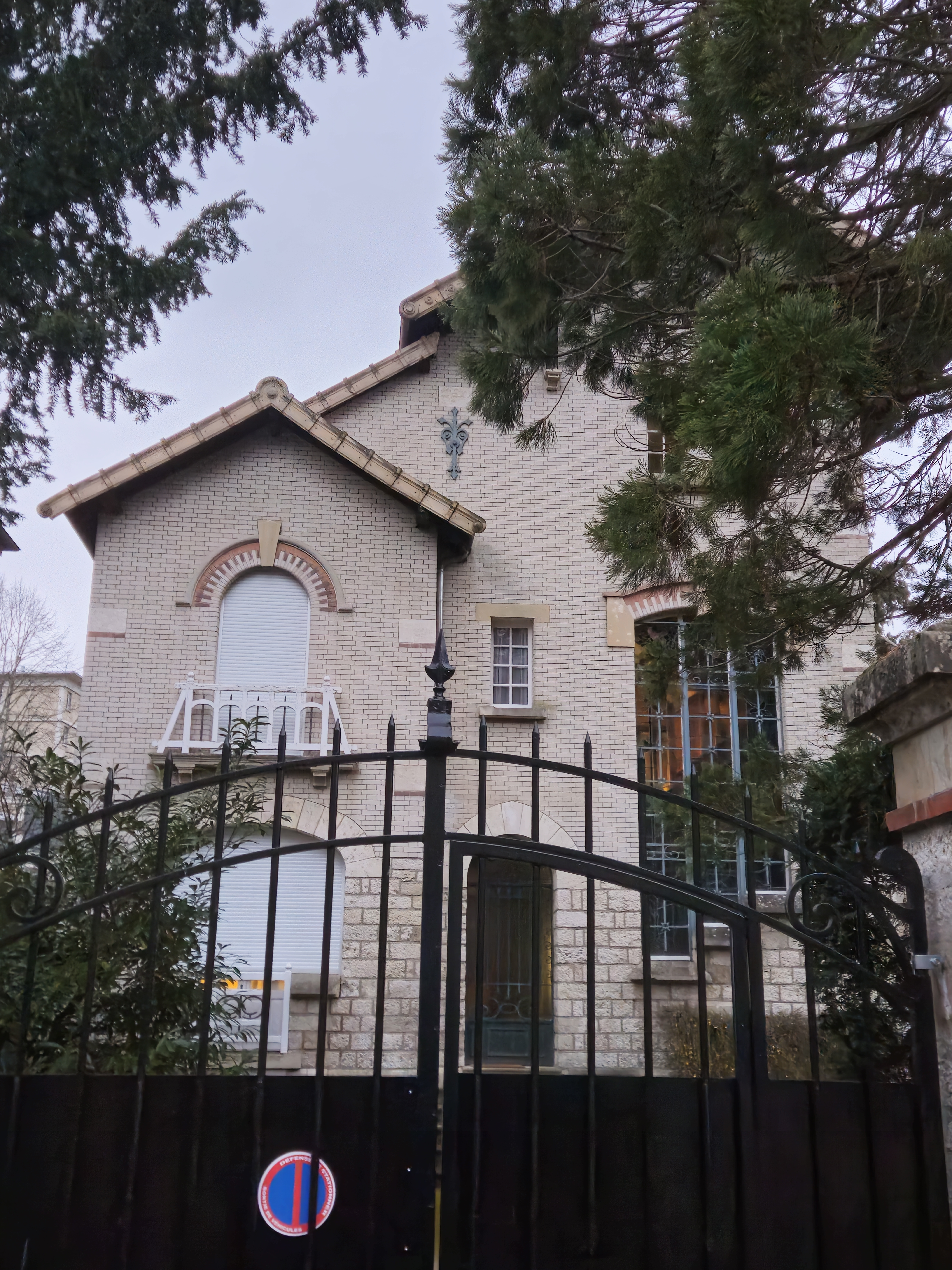
Façade principale vue depuis la rue Casimir-Périer, photographiée en février 2025.
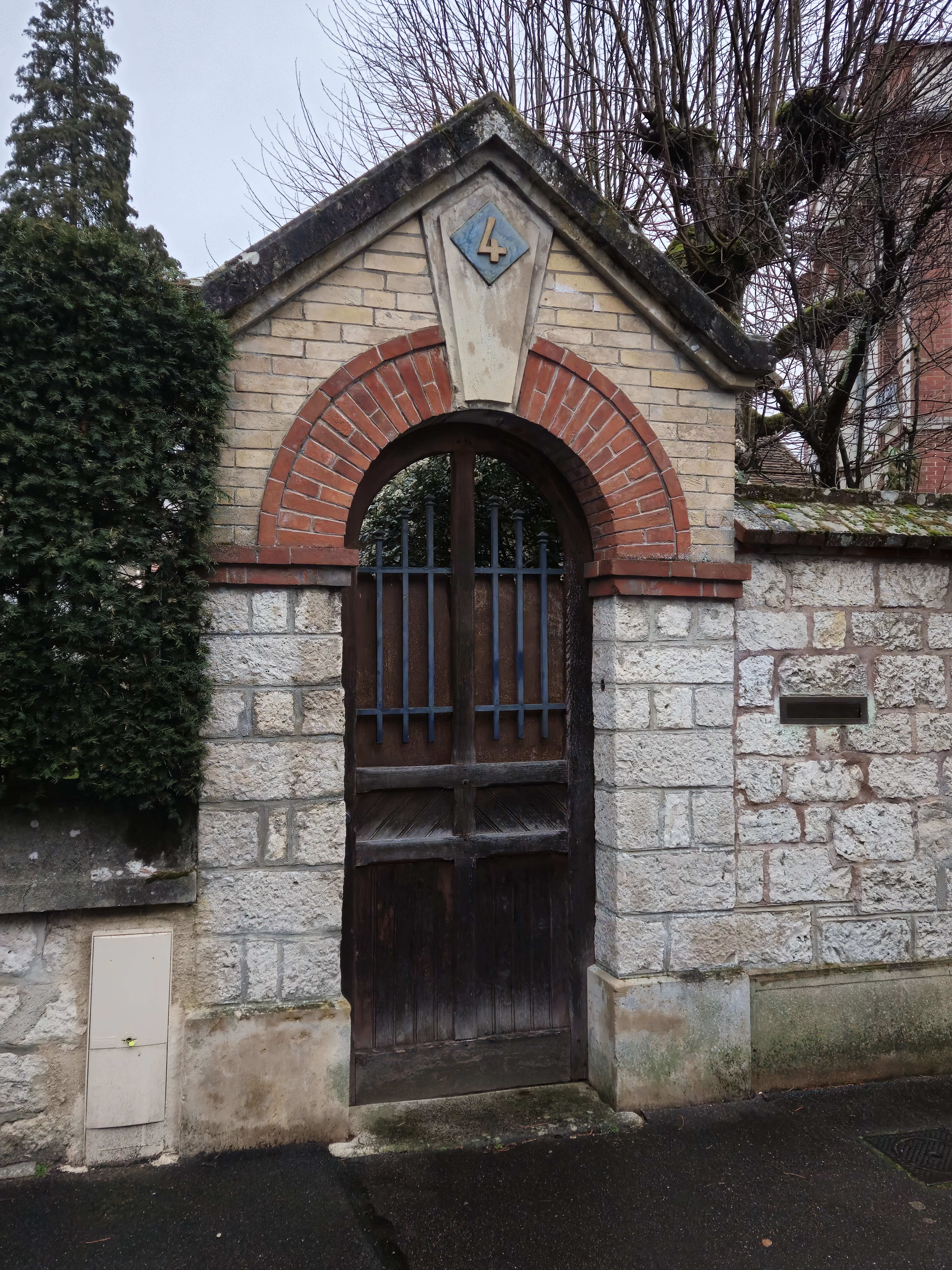
Entrée au no 4 vue depuis la rue Casimir-Périer, photographiée en février 2025.
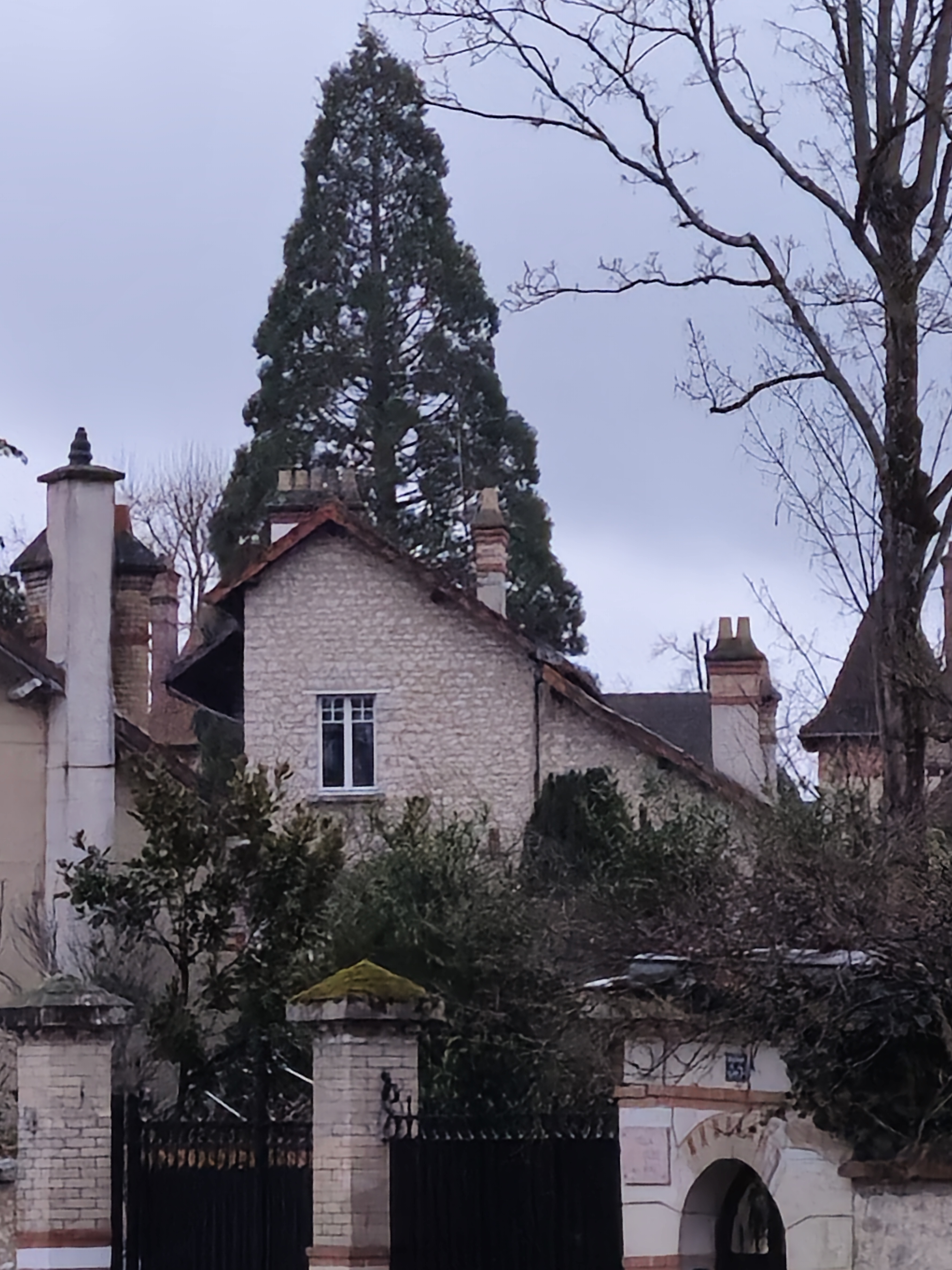
Façade arrière avec le séquoia en arrière-plan, vus depuis le village de la Faisanderie, photographiés en février 2025.